# ماركيز براونلي
ماركيز كيث براونلي والمعروف أيضًا باسم MKBHD، هو يوتيوبر أمريكي ولاعب فريسبي محترف، اشتهر بمقاطع الفيديو التي تركز على التكنولوجيا وكذلك البودكاست الخاص به. اسم قناته على يوتيوب عبارة عن مزيج من MKB (الأحرف الأولى لماركيز) و HD (عالية الوضوح)  اعتبارًا من نوفمبر 2020، لديه أكثر من 13.1 مليون مشترك وأكثر من 2.27 مليار مشاهدة فيديو.

## مسيرته المهنية
انضم ماركيز إلى يوتيوب في 21 مارس 2008. بدأ تحميل مقاطع الفيديو التقنية لأول مرة في يناير 2009، بينما كان لا يزال في المدرسة الثانوية، حول المنتجات الجديدة أو مراجعات المنتجات التي يمتلكها بالفعل. أنتج أول فيديوهات له من خلال تسجيل الشاشة. كانت أول مقاطع الفيديو الخاصة به عبارة عن دروس تعليمية عن الأجهزة وبرامج مجانية. اعتبارًا من ديسمبر 2019، اكتسبت قناته أكثر من 10 ملايين مشترك، مما يجعل قناة ماركيز واحدة من أكبر قنوات يوتيوب التي تركز على التكنولوجيا، وفقًا لموقع سوشيال بلايد. قام ماركيز بتحميل مقطع الفيديو رقم 1000 الخاص به في 29 مارس 2018.
في ديسمبر 2015، أجرى ماركيز مقابلة مع لاعب كرة السلة المحترف في الدوري الاميركي للمحترفين كوبي براينت وتحدث فيه عن أهمية التقنية لكوبي وأحدث أحذية نايك من تصميم كوبي، كوبي 11.
في أكتوبر 2016 ، أجرى مقابلة مع نائب رئيس أبل لهندسة البرمجيات كريغ فيديريغي أثناء إصدار أحدث جهاز ماكبوك برو 2016. تمت دعوة هذا الأخير مرة أخرى إلى قناة ماركيز بعد مؤتمر آبل العالمي للمطورين في يونيو 2020.
في مارس 2018 ، أجرى مقابلة مع نيل دي جراس تايسون. في أغسطس 2018 ، أجرى مقابلة مع الرئيس التنفيذي لشركة تسلا موتورز إيلون ماسك وبمساعدة جوناثان موريسون قام بتصوير جولة في مصنع تسلا.
في فبراير 2019، أجرى مقابلة مع بيل جيتس. في أكتوبر 2019، أجرى مقابلة مع الرئيس التنفيذي لشركة مايكروسوفت ساتيا نادالا قبل إعلان عن جهاز سارفيس، بالإضافة إلى الممثل ويل سميث.
أجرى مقابلة مع بيل جيتس مرة أخرى في فبراير 2020. في سبتمبر 2020، أجرى مقابلة مع مارك زوكربيرج، حيث ناقش الصور المجسمة ومستقبل الواقع الافتراضي. في ديسمبر 2020، أجرى مقابلة مع باراك أوباما، حيث ناقش استخدام التكنولوجيا ووسائل التواصل الاجتماعي في الحكومة. في ديسمبر 2020، تم تكريمه في قائمة فوربس 30 تحت 30 في فئة وسائل التواصل الاجتماعي.

## حياته الشخصية
نشأ ماركيز في مابلوود، نيو جيرسي. التحق بمدرسة كولومبيا الثانوية ودرس في معهد ستيفنز للتكنولوجيا، حيث تخصص في الأعمال وتكنولوجيا المعلومات. تخرج ماركيز من الكلية في مايو 2015 وأصبح من يوتيوبر بدوام كامل. تم إنتاج مقاطع الفيديو الخاصة به في شقته حتى انتقاله في عام 2016، وهو يعمل الآن في استوديو في كيرني، نيو جيرسي، باستخدام معدات فيديو RED. كان يمتلك سيارة تسلا طراز إس، والتي كان يظهرها أحيانًا في قناته حتى استبدلها مؤخرًا في عام 2020 بإصدار أحدث من نفس السيارة.